# Кікоть (прізвище)
Кикоть — слов'янське прізвище, найбільше поширене в Львівській і Черкаській областях.

## Походження прізвища
У часи раннього християнства на Русі був звичай приховувати справжнє ім'я, дане при хрещенні. Існувало повір'я, що чаклун, відьмак обов'язково повинен виголосити при заклятии справжнє ім'я людини. Тому, поряд з ім'ям крестильным, найчастіше давалося і друге — мирське. За народним віруванням, воно не пов'язане з духовним світом людини, та використання цього імені не зможе якимось чином зашкодити його носія.
В основі прізвища Кікоть лежить, по всій видимості, українське діалектне слово «кикоть», що означає «кукса», «частина кінцівки, що залишається після ампутації».
Прозвання Кікоть, бувало, присвоювалося маленькій дитині як охоронне ім'я. Прізвиська-обереги не несли в собі негативного сенсу, навпаки, передбачалося, що «напасть», укладена в імені, з його володарем ніколи не трапиться. Таким чином, іменуючи нащадка Кікотем, родичі вважали, що прізвисько вбереже продовжувача роду від страждань, хвороб, що він виросте сильним і здоровим чоловіком.
Однак не виключено, що прізвисько Кікоть міг отримати і каліка, наприклад, колишній солдат, який постраждав під час битви.
Згідно з іншою версією, це прізвище було утворене від українського «кіготь» — «кіготь». Таке прізвисько міг носити безстрашна людина, яка володіла незвичайною силою, а також забіяка.
В XV—XVI століттях у слов'ян стали з'являтися перші прізвища як особливі, успадковані родові іменування. Вже в XVI столітті більшість прізвищ утворювалося додаванням до основи — ім'я або прізвисько батька — особливих патронимічних суфіксів, наприклад, «-ів», «-ук», «-енко». Відсутність у слов'янській прізвища такого суфікса може говорити про те, що це родове ім'я з'явилося на південноруських або українських землях. Те, що особисте ім'я предка було прийнято сім'єю як родове ім'я, означає, що родоначальник прізвища Кікоть був, швидше за все, великим авторитетом для домочадців, а також знаною і шанованою людиною в рідному селищі.